# Misha Tsiganov
Mikhail „Misha“ Tsiganov (deutsche Transkription: Michail „Mischa“ Zyganow (russisch Михаил „Миша“ Цыганов), * 1966 in Leningrad) ist ein russischer, in den Vereinigten Staaten lebender Jazzmusiker (Piano, Komposition) des Post Bop. Laut Jazz Weekly verfügt er über einen warmen Anschlag auf den Tasten, mit einer Neigung zum lyrischen Spiel.

## Leben und Wirken
Misha Tsiganov wurde in eine Künstlerfamilie geboren; sein Vater war Bildhauer und seine Mutter Musiklehrerin. Im Alter von sechs Jahren begann er Klavier zu spielen und absolvierte das Mussorgsky Musikkonservatorium. 1990 erhielt er das Preisträger-Diplom des Allrussischen Jazzwettbewerbs. 1991 wurde er von Gary Burton zum Studium an das Berklee College of Music in Boston eingeladen; zwei Jahre später zog er nach New York. Seitdem arbeitet er in der dortigen Jazzszene; erste Plattenaufnahmen entstanden 2000 mit Norman Hedmans Band Tropique (Taken By Surprise, Palmetto Records). Ab den 2000er-Jahren in der New Yorker Jazzszene arbeitete u. a. mit Jed Levy, Chico Freeman (Out of Many Comes the One), Joe Chambers, Sasha Mashin, Gabriel Espinosa und Hendrik Meurkens; mit seinem Bruder, dem Vibraphonisten Alexei Tsiganov nahm er 2003 das Album Tsiganov Brothers auf. Unter eigenem Namen legte er im Eigenverlag die Alben Always Going West (2007, mit Boris Kozlov, Gene Jackson) und (erweitert um Donny McCaslin und Alex Sipiagin) Dedication (2011) vor.
Bei Criss Cross Jazz erschien 2014 sein Album The Artistry of the Standard, das er mit Seamus Blake, Alex Sipiagin, Boris Kozlov und Donald Edwards aufgenommen hatte. Darauf arrangierte er Titel von Wayne Shorter („Fall“), Charlie Parker („A-Leu-Cha“), Wes Montgomery („Four on Six“), John Coltrane („Mr. Day“) und Jazzstandards wie „Falling in Love with Love“ und  „The Song Is You“. Im Bereich des Jazz war er zwischen 2000 und 2018 an 35 Aufnahmesessions beteiligt. Gegenwärtig (2019) gehört er auch dem Eddie Allen Quintet (mit Bruce Williams, Kenny Davis, Jerome Jennings) an.

## Diskographische Hinweise
- Always Going West (2007)
- Alex Sipiagin, Hiske Oosterwijk, Misha Tsiganov, Boris Kozlov, Sasha Mashin: New Path (artBeat, 2014)
- Hendrik Meurkens, Misha Tsiganov: Junity (HMS, 2014), mit Oleg Osenkov, Willard Dyson
- Slavonic Roots (ArtBeat Music, 2015), mit Donny McCaslin, Alex Sipiagin, Hendrik Meurkens, Boris Kozlov, Donald Edwards, Alexei Tsiganov
- Spring Feelings (Criss Cross Jazz, 2016), mit Seamus Blake, Alex Sipiagin, Hans Glawischnig, Donald Edwards
- Playing with the Wind (Criss Cross Jazz, 2018), mit  Seamus Blake, Alex Sipiagin, Matt Brewer, Dan Weiss
- Misha's Wishes (2022)
- Painter of Dreams (2024)